# اختلال انسجام‌گسیختگی کودکی
اختلال انسجام‌گسیختگی کودکی اختلال تحولی فراگیری که به برخی از مهارت‌ها از قبیل مهارت‌های زبانی و حرکتی و اجتماعی به میزان قابل‌توجهی لطمه می‌زند
اختلال متلاشی کودکانه (CDD) ، که به عنوان سندرم هلر و روانپزشکی متلاشی کننده نیز شناخته می شود ، یک بیماری نادر است که با شروع اواخر تأخیرهای رشد - یا معکوس شدید و ناگهانی - در زبان ، عملکرد اجتماعی و مهارت های حرکتی مشخص می شود. محققان نتوانسته اند علت اختلال را پیدا کنند. CDD شباهت زیادی به اوتیسم دارد و گاهی اوقات نوعی عملکرد کم آن محسوب می شود. [3] [4] در ماه مه 2013 ، CDD ، به همراه سایر زیر انواع PDD (سندرم آسپرگر ، اوتیسم و PDD-NOS) ، در یک اصطلاح تشخیصی واحد به نام "اختلال طیف اوتیسم" تحت کتابچه راهنمای جدید DSM-5 ادغام شدند. [5]
CDD ابتدا در سال 1908 توسط مربی اتریشی تئودور هلر (1969 - 1869) توصیف شد ، 35 سال قبل از اینکه لئو کانر و هانس آسپرگر اوتیسم را توصیف کنند. هلر قبلاً از این علامت دمانس اینفانتانیلیس استفاده کرده بود. [6]
یک دوره آشکار از پیشرفت نسبتاً عادی ، اغلب قبل از رکود در مهارتها یا یک سری رگرسیون در مهارت ها ذکر شده است. [7] سنی که در این رگرسیون رخ می دهد متفاوت است ، [8] اما به طور معمول پس از 3 سال از رشد طبیعی است. [9] رگرسیون می تواند چنان چشمگیر باشد که کودک ممکن است از آن آگاه باشد و ممکن است در بدو آغاز حتی از طریق صوت از او بپرسد که چه اتفاقی برای آنها می افتد. بعضی از کودکان توصیف می کنند یا به نظر می رسد که نسبت به توهم واکنش نشان می دهند ، اما بارزترین علامت این است که مهارت های ظاهراً به دست آمده از بین می روند.
بسیاری از کودکان در حال حاضر با آشکار شدن این اختلال تا حدودی به تأخیر می افتند ، اما این تاخیرها همیشه در کودکان آشکار نیست. این توسط بسیاری از نویسندگان به عنوان یک شرایط ویرانگر توصیف شده است ، هم خانواده و هم آینده فرد را تحت تأثیر قرار می دهد. همانطور که در مورد همه مقولات اختلال رشد فراگیر وجود دارد ، در مورد درمان مناسب برای CDD اختلاف نظرهای قابل توجهی وجود دارد.
علائم و نشانه ها
CDD یک بیماری نادر است و تنها 1.7 مورد در 100000 نفر است. [10] [11] [12]
کودکی که مبتلا به اختلال درهم گسیختگی کودک است ، رشد طبیعی را نشان می دهد و او "رشد عادی ارتباط کلامی و غیر کلامی متناسب با سن ، روابط اجتماعی ، حرکتی ، بازی و مهارتهای خودمراقبتی" را بدست می آورد (قابل استناد) قابل مقایسه با سایر فرزندان هم سن. با این حال ، بین سنین 2 تا 10 سالگی ، مهارتهای کسب شده حداقل در دو مورد از شش منطقه عملکردی زیر تقریباً به طور کامل از بین می روند:
مهارت های بیان زبان (قادر به تولید گفتار و برقراری پیام)
مهارت های پذیرش زبان (درک زبان - گوش دادن و درک آنچه ارتباط برقرار می شود)
مهارتهای اجتماعی و مهارتهای مراقبت از خود
کنترل روده و مثانه را کنترل کنید
مهارت های بازی
مهارت های حرکتی
فقدان عملکرد طبیعی یا اختلال در حداقل در دو منطقه زیر وجود دارد:
تعامل اجتماعی
ارتباطات
رفتارهای تکراری و الگوهای علاقه
تمپل گراندین در کتاب خود ، Thinking in Pictures ، استدلال می کند که در مقایسه با "اوتیسم کلاسیک کانر" و سندرم آسپرگر ، CDD با اختلال پردازش حسی شدیدتر اما مشکلات شناختی شدیدتری همراه است. او همچنین استدلال می کند که در مقایسه با بیشتر افراد مبتلا به اوتیسم ، افراد مبتلا به CDD آسیب شناسی گفتاری شدیدتری دارند و معمولاً به خوبی به محرک ها پاسخ نمی دهند.
علل
هنوز هم همه علل بروز اختلال درهم آمیز کودکی ناشناخته است. گاهی اوقات CDD در طی روزها یا هفته ها ناگهان سطح می گیرد ، در حالی که در موارد دیگر در مدت زمان طولانی تری ایجاد می شود. در یک گزارش کلینیک مایو آمده است: "معاینات جامع پزشکی و عصبی در کودکانی که مبتلا به اختلال درهم گسیختگی کودکان هستند ، به ندرت از یک دلیل اساسی پزشکی یا عصبی پرده برمی‌گردد. نقشی در ایجاد این اختلال دارد. "[13]
CDD ، به خصوص در موارد آغاز سن بعدی ، همچنین با برخی شرایط دیگر همراه است ، به ویژه موارد زیر: [9]
بیماریهای ذخیره چربی: در این شرایط ، ایجاد سمی از چربی های اضافی (لیپیدها) در مغز و سیستم عصبی اتفاق می افتد.
پاناسفالیت اسکلروزان کننده زیر حاد: عفونت مزمن مغز به وسیله یک ویروس سرخک باعث پاننسفالیت اسکلروز حاد زیر می شود. این وضعیت منجر به التهاب مغز و مرگ سلولهای عصبی می شود.
اسکلروز توبرکی (TSC): TSC یک اختلال ژنتیکی است. در این اختلال ممکن است تومورها در مغز و سایر ارگانهای حیاتی مانند کلیه ها ، قلب ، چشم ها ، ریه ها و پوست رشد کنند. در این شرایط ، تومورهای غیر سرطانی (خوش خیم) ، همارتوما ، در مغز رشد می کنند.
لوكوديستروفي: در اين شرايط غلاف ميلين به شكل معمولي ايجاد نمي شود و باعث مي شود در نهايت ماده سفيد در مغز شكست بخورد و از هم پاشيد.
رفتار
در این بخش هیچ منبعی ذکر نشده است. لطفاً با افزودن استناد به منابع معتبر ، این بخش را بهبود بخشید. اطلاعات بدون مرجع ممکن است مشکل ایجاد کرده و پاک شوند.
منابع را پیدا کنید: "اختلال فروپاشی کودکی" - اخبار · روزنامه ها · کتاب ها · محقق · JSTOR (فوریه 2013) (یاد بگیرید که چگونه و چه زمانی این پیام الگوی را حذف کنید)
از دست دادن زبان و مهارت های مربوط به تعامل اجتماعی و مراقبت از خود جدی است. کودکان مبتلا در نواحی خاص با معلولیت مداوم روبرو هستند و نیاز به مراقبت طولانی مدت دارند. درمان CDD شامل رفتار درمانی ، محیط زیست درمانی و داروها است.
رفتار درمانی: تجزیه و تحلیل رفتار کاربردی (ABA) مؤثرترین نوع درمان اختلالات طیف اوتیسم توسط آکادمی اطفال آمریکا است. [14] هدف اصلی ABA بهبود کیفیت زندگی و استقلال با آموزش رفتارهای سازگار با کودکان مبتلا به اوتیسم است ، [15] و کاهش رفتارهای مشکل ساز مانند برآمدگی ، یا آسیب دیدگی خود [16] با استفاده از تقویت مثبت یا منفی برای تشویق یا رفتارها را به مرور زمان دلسرد كنید. [17]
محیط زیست درمانی: غنی سازی حسی از غنی سازی تجربه حسی برای بهبود علائم در اوتیسم استفاده می کند ، که بسیاری از آنها در مورد CDD مشترک است.
داروها: هیچ دارویی برای درمان مستقیم CDD در دسترس نیست. از داروهای ضد روان پریشی برای درمان مشکلات رفتاری شدید مانند موضع پرخاشگرانه و الگوهای رفتاری تکراری استفاده می شود. از داروهای ضد تشنج برای کنترل تشنج استفاده می شود.